# Спрајт
Спрајт (енгл. Sprite) безбојно је, безалкохолно освежавајуће пиће са укусом лимуна које производи Кока-кола кампани. Направљено је у Западној Немачкој 1959. године под именом Fanta Klare Zitrone — „провидна/чиста фанта од лимуна”. Спрајт је уведен у Сједињене Америчке Државе под садашњим именом 1961. године. Представља конкурента Севен апа.